# DJ Dan

Imagem de DJ Dan.

DJ Dan é um disc-jockey e produtor norte-americano de música eletrônica.